# Деткор
Деткор (на английски: Deathcore) е екстремен смесен стил на метъл музиката. Комбинира дет метъла с метълкор. Стилът възниква в началото на 21 век в югозападната част на САЩ, по-специално в щатите Аризона и Калифорния.

## Характеристика
Често се срещат дълбоките и ръмжащи вокали. Чистите се използват много рядко и обичайно са с крещяща окраска. Деткорът се характеризира с брейкдаун, бласт-бийт и дет метъл рифове. Както в останалите екстремни стилове, в деткора се използват ниско настроени китари, които добавят тежест на звука. Солотата са в дет метъл стил.

## Групи
The Agonist, Asesino, All Shall Perish, Betraying the Martyrs, Bring Me the Horizon, Suicide Silence, Through the Eyes of the Dead, Whitechapel.
|  | Тази страница частично или изцяло представлява превод на страницата „Дэткор“ в Уикипедия на руски. Оригиналният текст, както и този превод, са защитени от Лиценза „Криейтив Комънс – Признание – Споделяне на споделеното“, а за съдържание, създадено преди юни 2009 година – от Лиценза за свободна документация на ГНУ. Прегледайте историята на редакциите на оригиналната страница, както и на преводната страница, за да видите списъка на съавторите. ВАЖНО: Този шаблон се отнася единствено до авторските права върху съдържанието на статията. Добавянето му не отменя изискването да се посочват конкретни източници на твърденията, които да бъдат благонадеждни. |